# Фреденбек
Фреденбек (њем. Fredenbeck) општина је у њемачкој савезној држави Доња Саксонија. Једно је од 40 општинских средишта округа Штаде. Према процјени из 2010. у општини је живјело 5.790 становника. Посједује регионалну шифру (AGS) 3359017.

## Географски и демографски подаци
Фреденбек се налази у савезној држави Доња Саксонија у округу Штаде. Општина се налази на надморској висини од 10 метара. Површина општине износи 48,6 km². У самом мјесту је, према процјени из 2010. године, живјело 5.790 становника. Просјечна густина становништва износи 119 становника/km².